# Skoky do vody na mistrovství Evropy v plaveckých sportech 2012
Závody v skocích do vody na mistrovství Evropy v plaveckých sportech za rok 2012 proběhly v Eindhovenu, Nizozemsko ve dnech 14. až 27. května 2012.

## Česká stopa
Na tomto mistrovství Evropy Česko nemělo ve skocích do vody zastoupení.

## Výsledky

### Individuální disciplíny
| Muži              | Zlato                     | Zlato  | Stříbro                 | Stříbro | Bronz                  | Bronz  |
| ----------------- | ------------------------- | ------ | ----------------------- | ------- | ---------------------- | ------ |
| Skoky z 1 m prkna | Illja Kvaša (UKR)         | 430,50 | Jevgenij Kuzněcov (RUS) | 412,65  | Matthieu Rosset (FRA)  | 403,95 |
| Skoky z 3 m prkna | Matthieu Rosset (FRA)     | 504,00 | Patrick Hausding (GER)  | 502,75  | Ilja Zacharov (RUS)    | 493,80 |
| Skoky z 10 m věže | Tom Daley (GBR)           | 565,05 | Viktor Minibajev (RUS)  | 515,40  | Gleb Galperin (RUS)    | 511,55 |
| Ženy              | Zlato                     | Zlato  | Stříbro                 | Stříbro | Bronz                  | Bronz  |
| Skoky z 1 m prkna | Anna Lindbergová (SWE)    | 301,35 | Tania Cagnottová (ITA)  | 281,30  | Naděžda Bažinová (RUS) | 275,15 |
| Skoky z 3 m prkna | Anna Lindbergová (SWE)    | 342,75 | Uschi Freitagová (GER)  | 321,40  | Olena Fedorovová (UKR) | 315,00 |
| Skoky z 10 m věže | Julija Prokopčuková (UKR) | 321,55 | Noemi Batkiová (ITA)    | 315,60  | Maria Kurjová (GER)    | 312,65 |

### Týmové disciplíny
| Muži                                     | Zlato                                                      | Zlato  | Stříbro                                                     | Stříbro | Bronz                                                   | Bronz  |
| ---------------------------------------- | ---------------------------------------------------------- | ------ | ----------------------------------------------------------- | ------- | ------------------------------------------------------- | ------ |
| Synchronizované skoky dvojic z 3 m prkna | Rusko (RUS) (Jevgenij Kuzněcov, Ilja Zacharov)             | 445,92 | Německo (GER) (Patrick Hausding, Stephan Feck)              | 433,68  | Ukrajina (UKR) (Oleksij Pryhorov, Illja Kvaša)          | 432,48 |
| Synchronizované skoky dvojic z 10 m věže | Německo (GER) (Sascha Klein, Patrick Hausding)             | 463,08 | Rusko (RUS) (Ilja Zacharov, Viktor Minibajev)               | 458,07  | Ukrajina (UKR) (Alexandr Bondar, Oleksandr Horškovozov) | 437,79 |
| Ženy                                     | Zlato                                                      | Zlato  | Stříbro                                                     | Stříbro | Bronz                                                   | Bronz  |
| Synchronizované skoky dvojic z 3 m prkna | Itálie (ITA) (Tania Cagnottová, Francesca Dallapèová)      | 325,50 | Ukrajina (UKR) (Olena Fedorovová, Hanna Pysmenská)          | 302,10  | Německo (GER) (Katja Dieckowová, Uschi Freitagová)      | 296,70 |
| Synchronizované skoky dvojic z 10 m věže | Spojené království (GBR) (Sarah Barrowová, Tonia Couchová) | 319,56 | Ukrajina (UKR) (Julija Prokopčuková, Viktorija Potěchinová) | 310,68  | Německo (GER) (Christin Steuerová, Nora Subschinská)    | 303,93 |

## Medailová bilance
Ve skocích do vody se rozdělilo celkem 10 sad medailí.
| Pořadí | Stát                     |       | Muži    | Muži  | Muži  |         | Ženy  | Ženy  | Ženy    |       | Muži + Ženy | Muži + Ženy | Muži + Ženy | Celkem |
| Pořadí | Stát                     | Zlato | Stříbro | Bronz | Zlato | Stříbro | Bronz | Zlato | Stříbro | Bronz |             |             |             | Celkem |
| ------ | ------------------------ | ----- | ------- | ----- | ----- | ------- | ----- | ----- | ------- | ----- | ----------- | ----------- | ----------- | ------ |
| 1.     | Ukrajina (UKR)           |       | 1       | 0     | 2     |         | 1     | 2     | 1       |       | 2           | 2           | 3           | 7      |
| 2.     | Švédsko (SWE)            |       | 0       | 0     | 0     |         | 2     | 0     | 0       |       | 2           | 0           | 0           | 2      |
| 3.     | Spojené království (GRB) |       | 1       | 0     | 0     |         | 1     | 0     | 0       |       | 2           | 0           | 0           | 2      |
| 4.     | Německo (GER)            |       | 1       | 2     | 0     |         | 0     | 1     | 3       |       | 1           | 3           | 3           | 7      |
| 4.     | Rusko (RUS)              |       | 1       | 3     | 2     |         | 0     | 0     | 1       |       | 1           | 3           | 3           | 7      |
| 6.     | Itálie (ITA)             |       | 0       | 0     | 0     |         | 1     | 2     | 0       |       | 1           | 2           | 0           | 3      |
| 7.     | Francie (FRA)            |       | 1       | 0     | 1     |         | 0     | 0     | 0       |       | 1           | 0           | 1           | 2      |
| Celkem | Celkem                   |       | 5       | 5     | 5     |         | 5     | 5     | 5       |       | 10          | 10          | 10          | 30     |